# 郊坛下窑址
30°12′44.9″N 120°09′04.5″E / 30.212472°N 120.151250°E
郊坛下窑址是一座位于杭州市上城区玉皇山南乌龟山西麓的一处瓷窑遗址，南距南宋皇城北城墙百米内，东北距老虎洞窑址2.5公里。窑址建有南宋官窑博物馆进行原址展示。

## 简介
郊坛下窑址发现于20世纪20年代，1956年曾在遗址南部发现和清理龙窑一座。1985年底至1986年初，由临安城考古队对窑址进行正式发掘，1988年冬又进行发掘，发现窑炉一座，作坊一处，发掘面积1400平方米。2006年与老虎洞窑址一同成为全国重点文物保护单位。